# Mesnil-Bruntel
Mesnil-Bruntel é uma comuna francesa na região administrativa de Altos da França, no departamento de Somme. Estende-se por uma área de 7,31 km². Em 2010 a comuna tinha 291 habitantes (densidade: 39,8 hab./km²).